# Arctosa emertoni
Arctosa emertoni là một loài nhện trong họ Lycosidae.
Loài này thuộc chi Arctosa. Arctosa emertoni được Willis J. Gertsch miêu tả năm 1934.